# Charlotte Guichard
Pour les articles homonymes, voir Guichard.
Charlotte Guichard, née en 1974, est une historienne de l'art française.

## Biographie
Charlotte Guichard est étudiante à l’École normale supérieure de Fontenay-Saint-Cloud entre 1994 et 1999. Elle est agrégée d'histoire en 1997. Elle soutient sa thèse intitulée Les amateurs d'art à Paris dans la seconde moitié du XVIIIe siècle à Paris-1 en 2005. Elle est pensionnaire à la Villa Médicis, à Rome en 2012-2013. Elle est ensuite nommée directrice de recherche au CNRS et professeure attachée à l’École normale supérieure.
Elle présente une approche pluridisciplinaire, en croisant histoire de l’art et sciences sociales.     
Dans son ouvrage La Griffe du peintre publié en 2018, Charlotte Guichard fait le lien entre marché de l'art et l'apparition de la signature au bas des tableaux. Elle étudie le cas des femmes peintres qui sont nombreuses avant la Révolution. Pour une femme, il est plus difficile d'exister en tant qu'artiste. Une des solutions pour être reconnue est de réaliser des autoportraits en train de peindre. Charlotte Guichard recense soixante portraits de femmes de ce type entre 1770 et 1804. La figurine masculine de l'artiste du XIXe siècle va effacer les femmes de l'histoire de l'art.
Le 23 novembre 2021, elle dirige une conférence sur les artistes embarqués, à l'Université de Lausanne, en compagnie notamment de François Rosset.

## Publications

### Ouvrages
- La Griffe du peintre : La valeur de l'art (1730-1820), Paris, Seuil, 2018, 355 p. (ISBN 978-2-02-140231-5)
- Graffitis : Inscrire son nom à Rome, XVIe-XIXe siècle, Paris, Seuil, 2014, 168 p. (ISBN 978-2-02-117202-7)
- Les Amateurs d'art à Paris au XVIIIe siècle, Paris, Champ Vallon, 2008, 387 p. (ISBN 978-2-87673-492-0)

### Articles
- « Caroline van Eck, Art, Agency and Living Presence. From the Animated Image to the Excessive Object, Boston, De Gruyter (Studien aus dem Warburg-Haus, 16), 2015 », Perspective [mis en ligne le 31 janvier 2017, consulté le 31 janvier 2022. URL : http://journals.openedition.org/perspective/6996 ; DOI : https://doi.org/10.4000/perspective.6996]
- « Image, art, artefact au xviiie siècle : l’histoire de l’art à l’épreuve de l’objet », Perspective, 1 | 2015, 95-112 [mis en ligne le 31 janvier 2017, consulté le 31 janvier 2022. URL : http://journals.openedition.org/perspective/5805 ; DOI : https://doi.org/10.4000/perspective.5805].
- Avec Frédéric Elsig, Peter Parshall, Philippe Sénéchal et Philippe Bordes, « Le connoisseurship et ses révisions méthodologiques », Perspective, 3 | 2009, 344-356 [mis en ligne le 07 août 2014, consulté le 31 janvier 2022. URL : http://journals.openedition.org/perspective/1303 ; DOI : https://doi.org/10.4000/perspective.1303].